# 高橋真弓 (レフリー)
高橋 真弓（たかはし まゆみ、1987年1月25日 - ）は、日本のラグビーユニオンレフリー（審判員）。

## プロフィール
- 東京都国立市出身[1]。
- 現役時代のポジションはセンター(CTB)[2]。
- 7人制女子日本代表や女子日本代表に選ばれたことがある。

## 略歴
10歳からラグビーを始めた。
桜華女学院高校、日本体育大学を経て、2012年、レフリー資格を取得してレフリーに転身。
2017年8月25日、トップリーグ第2節のNTTコミュニケーションズシャイニングアークス対東芝ブレイブルーパスにてトップリーグでのアシスタントレフリー初担当。
2019年、花園でレフリーを初めて務めた。